# Andover (Maine)
Andover ist eine Town im Oxford County des Bundesstaates Maine in den Vereinigten Staaten. Im Jahr 2020 lebten dort 752 Einwohner in 604 Haushalten auf einer Fläche von 148,82 km².

## Geographie
Nach dem United States Census Bureau hat Andover eine Gesamtfläche von 148,82 km², von der 148,72 km² Land sind und 0,10 km² aus Gewässern bestehen.

### Geographische Lage
Andover liegt zentral im Oxford County. Der Ellis River, ein Zufluss des Androscoggin River, durchfließt das Gebiet der Town in südliche Richtung. Die Oberfläche des Gebietes ist hügelig, die höchste Erhebung ist der 918 m hohe Long Mountain im Westen von Andover.

### Nachbargemeinden
Alle Entfernungen sind als Luftlinien zwischen den offiziellen Koordinaten der Orte aus der Volkszählung 2010 angegeben.
- Norden: North Oxford, Unorganized Territory, 39,2 km
- Nordosten: Byron, 15,9 km
- Osten: Roxbury, 15,7 km
- Südosten: Rumford, 12,2 km
- Südwesten: Newry, 10,3 km
- Westen: Gilead, 25,0 km

### Stadtgliederung
In Andover gibt es mehrere Siedlungsgebiete: Andover (Andover Corner), East Andover und South Andover.

### Klima
Die mittlere Durchschnittstemperatur in Andover liegt zwischen −11,1 °C (12 °F) im Januar und 18,3 °C (65 °F) im Juli. Damit ist der Ort gegenüber dem langjährigen Mittel Maines um etwa 2 Grad kühler. Die Schneefälle zwischen Oktober und Mai liegen mit deutlich mehr als zwei Metern (bei einem Spitzenwert im Januar von knapp 50 cm) ungefähr doppelt so hoch wie die mittlere Schneehöhe in den USA. Die tägliche Sonnenscheindauer liegt am unteren Rand des Wertespektrums der USA.

## Geschichte
Andover wurde 1791 von Samuel Johnson und anderen vom Bundesstaat Massachusetts erworben. Als erster Siedler ließ sich 1789 Ezekiel Merrill mit seiner Frau Sarah und sieben Kindern nieder. Sie stammten aus Andover, Massachusetts. Als Town wurde das Gebiet am 23. Juni 1804 organisiert. Zunächst unter dem Namen East Andover, da Andover noch zu Massachusetts gehörte ab 1821 dann unter dem Namen Andover. Da im Jahr 1820 der Bundesstaat Maine existierte. Die erste Mühle wurde im Jahr 1791 von Colonel Thomas Poor bei Andover Falls erbaut und die erste Kirche 1804.
Die ersten Siedler arbeiteten als Farmer und Holzfäller, doch zunehmend wurde der Tourismus ein wichtiger Wirtschaftsfaktor für Andover. Der Appalachian Trail verläuft durch den westlichen Teil der Town.

### Einwohnerentwicklung
| Volkszählungsergebnisse – Town of Andover, Maine | Volkszählungsergebnisse – Town of Andover, Maine | Volkszählungsergebnisse – Town of Andover, Maine | Volkszählungsergebnisse – Town of Andover, Maine | Volkszählungsergebnisse – Town of Andover, Maine | Volkszählungsergebnisse – Town of Andover, Maine | Volkszählungsergebnisse – Town of Andover, Maine | Volkszählungsergebnisse – Town of Andover, Maine | Volkszählungsergebnisse – Town of Andover, Maine | Volkszählungsergebnisse – Town of Andover, Maine | Volkszählungsergebnisse – Town of Andover, Maine |
| Jahr                                             | 1800                                             | 1810                                             | 1820                                             | 1830                                             | 1840                                             | 1850                                             | 1860                                             | 1870                                             | 1880                                             | 1890                                             |
| ------------------------------------------------ | ------------------------------------------------ | ------------------------------------------------ | ------------------------------------------------ | ------------------------------------------------ | ------------------------------------------------ | ------------------------------------------------ | ------------------------------------------------ | ------------------------------------------------ | ------------------------------------------------ | ------------------------------------------------ |
| Einwohner                                        |                                                  |                                                  | 368                                              | 399                                              | 551                                              | 710                                              | 814                                              | 757                                              | 780                                              | 740                                              |
| Jahr                                             | 1900                                             | 1910                                             | 1920                                             | 1930                                             | 1940                                             | 1950                                             | 1960                                             | 1970                                             | 1980                                             | 1990                                             |
| Einwohner                                        | 727                                              | 757                                              | 767                                              | 788                                              | 757                                              | 756                                              | 762                                              | 791                                              | 850                                              | 953                                              |
| Jahr                                             | 2000                                             | 2010                                             | 2020                                             | 2030                                             | 2040                                             | 2050                                             | 2060                                             | 2070                                             | 2080                                             | 2090                                             |
| Einwohner                                        | 864                                              | 821                                              | 752                                              |                                                  |                                                  |                                                  |                                                  |                                                  |                                                  |                                                  |

## Kultur und Sehenswürdigkeiten

### Bauwerke
In Andover wurden mehrere Bauwerke unter Denkmalschutz gestellt und  ins National Register of Historic Places aufgenommen.
- Andover Hook and Ladder Company Building, 2001 unter der Register-Nr. 00001631.[10]
- Andover Public Library, 1981 unter der Register-Nr. 81000103.[11]
- Merrill-Poor House, 1976 unter der Register-Nr. 76000106.[12]

## Wirtschaft und Infrastruktur

### Verkehr
Die Maine State Route 120 verläuft ostwärts durch die Town in Richtung Rumford. In südliche Richtung verläuft die Maine State Route 5 parallel zum Ellis River und führt nach Hanover. Beide treffen sich im Village Andover.

### Öffentliche Einrichtungen
In Andover gibt es kein eigenes Krankenhaus. Das nächstgelegene Krankenhaus ist das Rumford Hospital in Rumford
Die Andover Public Library geht auf eine Gesellschaft zurück, die am 14. Dezember 1795 gegründet wurde und mehr als 70 Mitglieder hatte. Diese Gesellschaft betrieb bis 1843 eine Bücherei. Eine Nachfolge gab es durch die Gründung einer neuen Gesellschaft am 8. Mai 1891. Im Jahr 1943 zog die Bücherei in das Gebäude der Universalist Church, welches bereits seit einigen Jahren ungenutzt war.

### Bildung
Andover gehört zusammen mit Bethel, Greenwood, Gilead, Hanover, Newry und Woodstock zum Maine School Administrative District 44. Es gibt zwei Grundschulen, die Crescent Park Elementary School und die Woodstock Elementary School, zudem die Telstar Middle School und die Telstar High School.
Die Baily Memorial Library befindet sich im Clarendon Grange Community Center.